# History
O History (um acrônimo The History Channel) é uma rede de televisão por assinatura americano cuja programação é focada essencialmente em conteúdos de teor histórico e científico. Apesar disso, a rede também aborda temas atuais de relevância. O History está disponível na maior parte das ofertas televisivas pagas. Em Portugal, praticamente todas as operadoras têm nos seus pacotes básicos a rede incluída, estando também disponível em operadoras 3G para difusão por telemóvel através da rede UMTS. Na América Latina, a rede é programado pela HBO.

## Conteúdo
O History pertence a uma joint venture entre a Hearst Corporation e o grupo Walt Disney Television que se fazem representar sob o nome A&E Networks, na qual está o maior arquivo audiovisual de programas de história.
O History está disponível em vários pontos do globo, desde os Estados Unidos à Europa, à Ásia, à América do Sul e à Oceania.
Em 16 de fevereiro de 2008, a imagem corporativa do History sofreu alterações profundas quer no seu logotipo, quer no seu nome. Antes desta data, a rede era designada como The History Channel. O seu nome é alterado a History, dado que nos Estados Unidos as pessoas referiam-se ao canal com o nome History e não The History Channel. O seu logotipo foi alterado, mantendo o "H" com pontas pontiagudas, retirando o quadrado vermelho por baixo e acrescentando uma seta no lado esquerdo, que representa o símbolo "play", que nas representações gráficas de identidade move-se através do ecrã.
A versão em alta-definição do canal está disponível nos Estados Unidos, no Reino Unido, na Europa Central e no Brasil.
A versão portuguesa do History chegou em 1996, sob o nome Canal de História com a assinatura de um acordo entre a empresa luso-espanhola Multicanal (hoje AMC Networks International Southern Europe) e a operadora por cabo e satélite TVCabo. Hoje, o nome da versão portuguesa do canal é História.

## Military History
Military History foi um canal de televisão americano de propriedade A&E Networks, uma joint venture da Disney–ABC Television Group, subsidiária da The Walt Disney Company e a Hearst Communications. O canal, lançado nos Estados Unidos em 5 de janeiro de 2005 como Military History Channel, era um spin off do The History Channel focado na exibição de reprises de programas sobre a história militar e eventos de combate importantes. Em 20 de março de 2008, o canal, assim como seu canal irmão, removeu a palavra "Channel" de seu nome, passando a se chamar apenas Military History.
Em 2014, passou a transmitir como American Heroes Channel.

### Programação
A programação do Military History exibiu programas sobre batalhas e guerras históricas, bem como programas que tratam de pessoas-chave nesses conflitos, como generais, soldados e espiões. Também transmitiu documentários e séries que mostram como essas guerras foram travadas e a vida das pessoas que nelas serviram. A maior parte de sua programação concentra-se na Segunda Guerra Mundial. Todo o conteúdo sobre o tópico foi movido para este canal depois que o History Channel ganhou o apelido de "The Hitler Channel".

## Outras mídias

### Livros
Em 2008 o History aventurou-se na escrita de livros com o Os Grandes Mistérios da História que foi best-seller internacional.[carece de fontes?] Devido a todo esse sucesso, em 2011, o History lançou seu segundo livro As Grandes Batalhas da História também coisiderado best-seller.[carece de fontes?] Já em 2012 faz-se o terceiro e para já último livro As Grandes Profecias da História.

### Jogos
- The History Channel: Great Battles of Rome
- The History Channel: Civil War – A Nation Divided
- The History Channel: ShootOut! – The Game
- The History Channel: Dogfights – The Game
- The History Channel: Battle for the Pacific
- History Civil War: Secret Missions
- The History Channel: Lost Worlds
- The History Channel: Battle of Britain 1940
- The History Channel: Crusades – Quest for Power
- The History Channel: Alamo – Fight for Independence
- The History Channel: Civil War – Great Battles
- The History Channel: Digging for Truth
- The History Channel: Great Battles Medieval